# Syzygium paniculatum

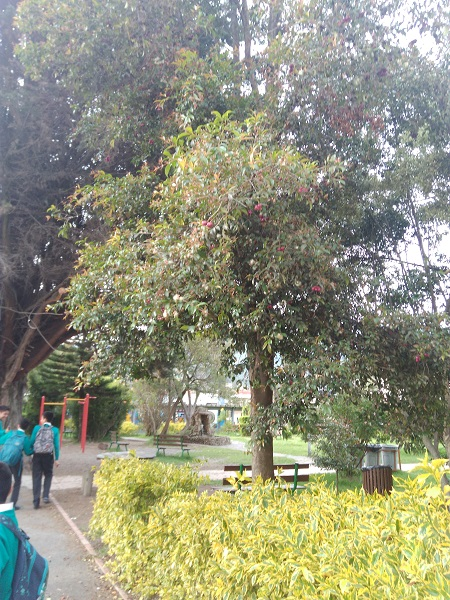
Árbol de syzygium paniculatum

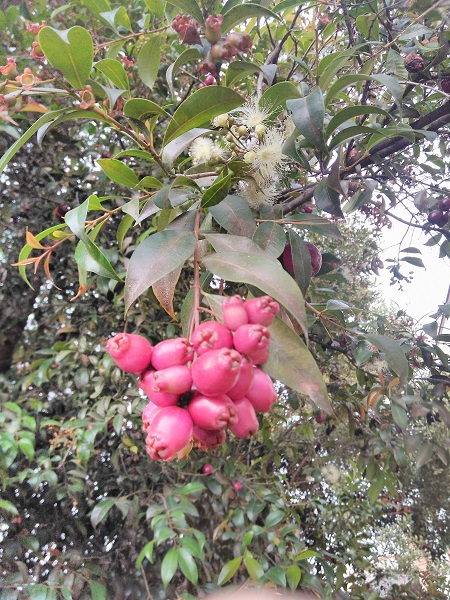
Frutos del árbol adulto.

Peruano El "lilly pilly magenta", Syzygium paniculatum, también conocido con el nombre común de cereza magenta o eugenia (en Colombia), es un árbol denso y ancho del bosque templado húmedo nativo de Australia. 

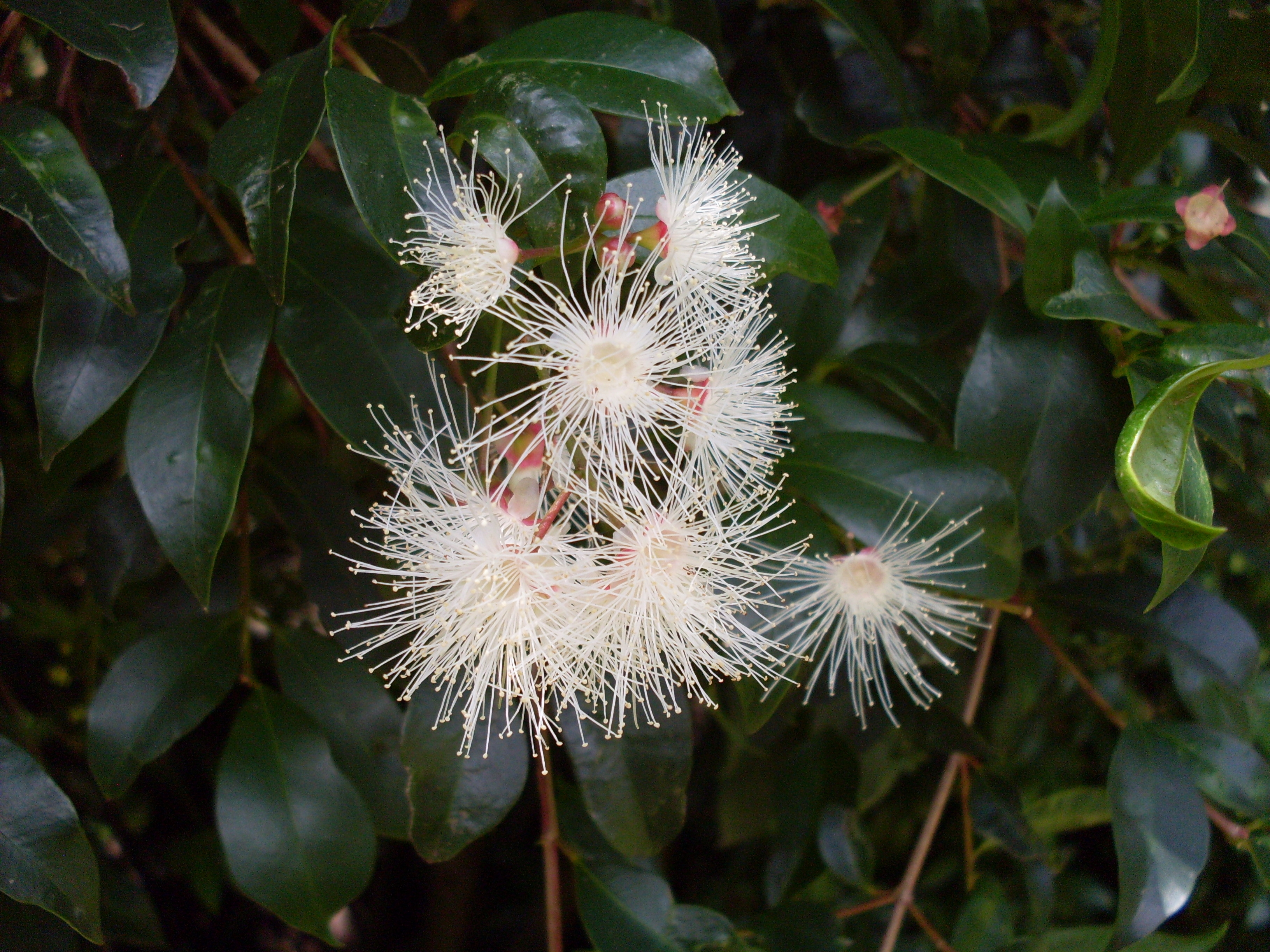
Inflorescencia

## Descripción
Crece a una altura de 15 m con un tronco con un diámetro de hasta 35 cm. Las hojas miden 3-9 cm de largo, opuestas, simples y ligeramente obovadas, se estrechan en la base de la hoja. Las hojas son oscuras brillosas en el haz, y más pálidas en el envés. Flores blancas se producen en racimos. La fruta comestible es usualmente magenta, pero puede ser blanca, rosa o púrpura.
Es cultivada comúnmente en el este de Australia y otras partes. Bien conocida es la fruta silvestre con un agradable sabor ácido parecido al de la manzana. Se le come fresca o cocinada en mermeladas.
Se le confunde comúnmente con Syzygium australe, cereza cepillo.

## Taxonomía
Syzygium paniculatum fue descrita por  Banks ex Gaertn. y publicado en De Fructibus et Seminibus Plantarum. . . . 1: 175. 1788.
Etimología
Syzygium: nombre genérico que deriva del griego: syzygos y significa "unido, reunido"
paniculatum: epíteto latíno que significa "con panícula"
Sinonimia
- Eugenia paniculata (Gaertn.) Britten
- Eugenia rheedioides Standl. & Steyerm.[7][8]